# Optična komunikacija
Óptična komunikácija je telekomunikacijska tehnika, kjer se za prenos informacije uporablja svetloba. Glavna prednost v primerjavi z ostalimi električnimi tehnikami je v izredno veliki razpoložljivi pasovni širini, kar pomeni, da se lahko s pomočjo svetlobnega signala prenese izredno veliko informacij. Optične komunikacije so najobetavnejša komunikacijska tehnologija, s katero je mogoče zadovoljiti potrebe po množičnih povezavah v sedanjosti in prihodnosti.
Optične komunikacije so interdisciplinarno področje, katerega glavne prvine so optika, elektromagnetika, elektromagnetna valovnja, fizika polprevodnikov in komunikacijska sistemska teorija. 
V osnovi se optične komunikacije delijo na brezvrvične (prostozračne) in vrvične (po optičnem vlaknu).

## Zgodovina
Sodobne optične komunikacije so začele leta 1960 z iznajdbo laserja. v 60-ih letih so sledile prve predstavitve optičnih vlaken, ki pa so za uporabo v komunikacijske namene imela preveliko slabljenje. Glavni promotor tehnologije optičnega vlakna je bil kitajsko-ameriški fizik Charles Kuen Kao, ki je za to leta 2009 tudi dobil Nobelovo nagrado za fiziko. Šele v 70-ih so pri podjetju Corning uspeli narediti vlakno, ki je imelo slabljenje pod 20 dB/km, predstavljen je bil tudi prvi polprevodniški laser. Pri Bellovih laboratorijih so leta 1973 razvili postopek izdelave optičnega vlakna z nanašanjem hlapov kemikalij, ki je omogočil masovno proizvodnjo optičnih vlaken, in se še vedno uporablja. Leta 1978 je bilo proizvedeno prvo enorodovno (angl. single mode) optično vlakno z nizkimi izgubami (~ 0,2 dB/km). V 80-ih so večja telekomunikacijska podjetja že začela z uporabo enorodovnih optičnih vlaken; običajno z uporabo razcepnika, ki je ločil signale valovne dolžine 1300 nm od signalov valovne dolžine 1550 nm. Prenosna zmogljivost optičnih zvez se je z uvajanjem novosti in izpopolnitev v obdobju po letu 1974 nenehno povečevala (po desetkrat na obdobje štirih let). Zaradi cene vlaken, stroškov polaganja in prostorskih zahtev, so se hitro pojavile zamisli o povečanju prenosa po optičnih vlaknih z uporabo več valovnih dolžin. Začela so se že tudi prva preskušanja prenosov po optičnih vlaknih z več valovnimi dolžinami v laboratorijih. Leta 1987 je bil razvit prvi optični vlakenski ojačevalnik s primesjo erbija (angl. erbium doped fiber amplifier - EDFA), ki je omogočil podaljšanje dosega optičnih komunikacij do 600 km in več.  
V Sloveniji gre največja zasluga za uvedbo optičnih komunikacij profesorju Jožku Budinu, ki je na Fakulteti za elektrotehniko v Ljubljani že okoli leta 1980 vpeljal študijske vsebine s področja optičnih komunikacij, ter napisal učbenik Svetlovodi (leta 1985) in učbenik Optične komunikacije (leta 1993). Bil je tudi pobudnik rednih vsakoletnih strokovnih seminarjev optične komunikacije, ki so stekli leta 1993 in potekajo še sedaj.     
Zgraditev integralnega sistema optičnih komunikacij, kot je načrtovana za dobo naslednjih dveh ali treh desetletij, bo razvoj optičnih komunikacij samo še pospešila. Optične komunikacije so in ostajajo za dolgo dobo najpomembnejša tehnologija za razvoj fiksnih telekomunikacijskih povezav v globalnih in lokalnih razmerjih.

## Razvrstitev

### Prostozračne (brezvrvične) optične komunikacije
Sistemi s prostozračno optiko (angleško free-space optics - FSO) delujejo le, ko je omogočena neposredna vidljivost med oddajnikom in sprejemnikom. Primeri uporabe vključujejo komunikacije s pomočjo vidne svetlobe (angl. visible light communications - VCL), ki potekajo na srednjih dometih in IrDA (infrared data association), ki delujejo na zelo kratkih razdaljah in uporabljajo infrardeče svetlobne diode.

### Vrvične optične komunikacije
Vrvične optične komunikacije uporabljajo optično vlakno, ki vodi svetlobo od oddajnika do sprejemnika. Ker ima stekleno optično vlakno iz kremenovega stekla najnižje slabljenje v bližnjem infrardečem področju, se za prenos informacije uporablja infrardeča svetloba. Standardno optično vlakno ima premer obloge 125 μm, premer jedra pa je različen glede na tip optičnega vlakna. 
Enorodovna optična vlakna imajo premer jedra 10 μm ali manj. Mnogorodovna optična vlakna imajo premer jedra 50 μm ali 62,5 μm. Debelejše jedro mnogorodovnega vlakna omogoča svetlobi potovanje po več različnih poteh (imenovanih rodovi), kar ima za posledico mnogorodovno disperzijo in omejuje uporabo mnogorodovnega vlakna na krajše razdalje. Enorodovno vlakno imajo ožje jedro s čimer je doseženo, da se po vlaknu lahko širi le en rod svetlobe. Z uporabo enorodovnega optičnega vlakna je mogoče doseči dalje razdalje in višje prenosne hitrosti.   
Sodobna vlakenska optična komunikacijska omrežja ne dolgih razdaljah uporabljajo tehniko valovnodolžinskega multipleksiranja (WDM), ki omogoča sočasen prenos več svetlobnih signalov, kateri so med seboj ločeni po valovni dolini (frekvenci). Z uporabo linijskih ojačevalnikov in več valovnih dolžin je mogoče po enorodovnem optičnem vlaknu prenašati po več Tbit/s. 
Na kratkih razdaljah se tudi v Sloveniji uporablja optično vlakno za zagotavljanje širokopasovnega dostopa s pomočjo tehnologije FTTH. Optična dostopovna omrežja je mogoče izvesti s topologijo točka-točka ali točka-mnogo točk. V primeru toča-točka je vsakemu uporabniku namenjeno svoje vlakno ali par vlaken. V primeru točka-mnogo točk, pa si večje število uporabnikov (do 64) deli eno vlakno. Pri tem se uporabljajo različne tehnologije: GPON, NG-PON, WDM-PON, TDM-WDM PON. 
V bodoče je v optičnih komunikacijah pričakovati novo tehniko multipleksiranja - prostorsko multipleksiranje, ki temelji na malorodovnih vlaknih ali mnogojedrnih vlaknih.